# Betaversion

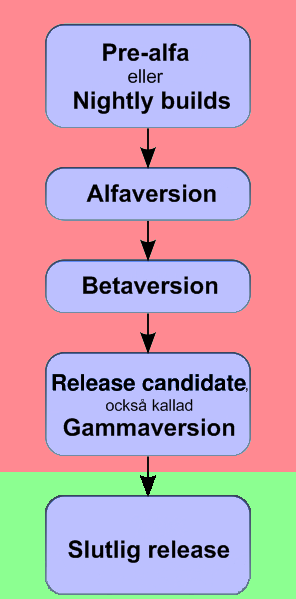
En bild över stegen i programvaruutveckling.

En betaversion är inom programvaruutveckling ett datorprogram eller ett datorsystem som fortfarande är under utveckling, men har nått en så pass stabil status att man anser att den uppfyller merparten av de (be)ställda kraven. Betaversion innehåller buggar och/eller kan vara något ofullständig. Programmet släpps till utomstående användare, som testar produkten, rapporterar fel och brister och lämnar önskemål om saknade funktioner till utvecklingsteamet, som gör förbättringar som sedan släpps i den slutliga produkten. Vissa mjukvaruutvecklare släpper så kallade "öppna betor" av sina program vilket i princip betyder att vem som helst kan prova betaversionen och rapportera buggar samt kritisera och komma med kommentarer, till skillnad från "sluten beta" där enbart utvalda personer tillåts att delta. Öppna betaversioner av datorprogram laddas vanligen ned från en särskild webbplats på internet skapad av utvecklarna. En betaversion kan vara försedd med en tidsfunktion som gör att den slutar fungera efter ett visst datum (en så kallad tidsinställd bomb).
Uttrycket myntades på IBM på 1960-talet. Betaversionen kommer efter alfaversionen, som är en konceptversion av systemet som ofta endast testas internt i företaget. Förr kunde betaversionen dessutom föregå en gammaversion. Den beteckningen används knappast längre men motsvarar dagens release-kandidat.